# Жилой дом доктора Ф. И. Благовещенского
Жилой дом доктора Ф. И. Благовещенского — памятник архитектуры начала XX века в Астане. Входит в список памятников истории и культуры местного значения.

## История
Здание представляет собой деревянный сруб, обшитый тёсом и устроенный на подклете, с коридорной планировочной структурой. Является памятником деревянного зодчества, отражает стиль эклектики, характерный для архитектуры конца XIX — начала XX века.
Дом связан с деятельностью доктора Фёдора Ивановича Благовещенского (1881—1938) — заведующего Акмолинской городской больницы, преподавателя Марииновского училища. В этом здании Благовещенский жил и принимал больных в течение 37 лет.
В советское время в доме размещалась Центральная областная бухгалтерская школа. В настоящее время здание занимает администрация музея Сакена Сейфуллина.